# Сорокин, Иван Алексеевич
Иван Алексеевич Сорокин (15 декабря 1912, деревня Барские Кулики — 25 мая 1998, Москва) — участник Великой Отечественной войны, Герой Советского Союза.

## Биография
Родился в крестьянской семье. Окончил 7 классов, работал в колхозе счетоводом.
В 1934 году был призван в Красную Армию. В 1939 году окончил курсы младших лейтенантов. Участвовал в советско-финской войне 1939—1940 годов.
С июня 1941 года сражался на фронтах Великой Отечественной войны.
К началу 1945 году гвардии майор Иван Сорокин служил заместителем командира 3-й гвардейской танковой бригады, входившей в 3-й гвардейский танковый корпус. В боях 25 февраля — 4 марта 1945 года, командуя передовым отрядом, Сорокин участвовал в овладении 6 городами и более 80 населёнными пунктами в Померании и вышел к берегу Балтийского моря в районе города Кошалин (Польша). В ходе боёв отряд уничтожил 20 орудий, 5 танков, 150 автомашин, бронепоезд, 3 эшелона с военными грузами, а также большое количество солдат противника.
2 мая 1945 года   отряд  И.А. Сорокина  продвигался в сторону г.Висмара, где и встретился с войсками союзников, 6 английской воздушно-десантной дивизии под командованием генерала Бокса.. Этим эпизодом закончилась война для Ивана Алексеевича.
В 1948 году Иван Сорокин окончил Военную академию имени М. В. Фрунзе, в 1955 году — Военную академию Генштаба. В 1969 году в звании полковника Сорокин вышел в запас.
Похоронен на Химкинском кладбище.

## Награды
- Герой Советского Союза (№ 7641, 29 июня 1945 года);
- два ордена Ленина (22.07.1944, 29.06.1945);
- три ордена Красного Знамени (28.05.1942, 20.05.1945, 30.12.1956);
- два ордена Отечественной войны 1 степени (03.12.1943, 11.03.1985);
- два ордена Красной Звезды (06.11.1942, 15.11.1950);
- 14  медалей.